# Schlacht um Angaur
Die Schlacht um Angaur wurde während des Pazifikkriegs vom 17. bis 30. September 1944 auf der zu den Palauinseln gehörenden Insel Angaur ausgetragen. Sie war ein Teil der Schlacht um die Palau-Inseln und fand zeitgleich zur Schlacht um Peleliu (15. September bis 25. November 1944) statt.

## Vorgeschichte
Angaur ist eine kleine Insel vulkanischen Ursprungs, die lediglich fünf Kilometer lang und von der Nachbarinsel Peleliu zehn Kilometer entfernt ist. Die Bevölkerung lebte von Landwirtschaft, Fischfang und dem Abbau von Phosphat. Mitte 1944 waren die etwa 1400 Soldaten des 1. Bataillons des 59. Infanterieregimentes der japanischen Armee unter dem Kommando von Major Ushio Goto auf der Insel stationiert. Diese Einheit gehörte zur japanischen 14. Division, deren Kommandant Generalleutnant Inoue Sadae der Oberbefehlshaber des Verteidigungssektors Palau war.
Die schwachen Befestigungsanlagen auf den Palau-Inseln und die Möglichkeit, einen Flugplatz bauen zu können, machten die Inselgruppe für die Amerikaner nach der Eroberung der Marshallinseln zu einem attraktiven Angriffsziel; jedoch konnte eine solche Operation aufgrund des Mangels an Landungsbooten nicht beginnen, bevor die Marianen nicht vollständig gesichert waren.

## Landung und Kampf auf Angaur

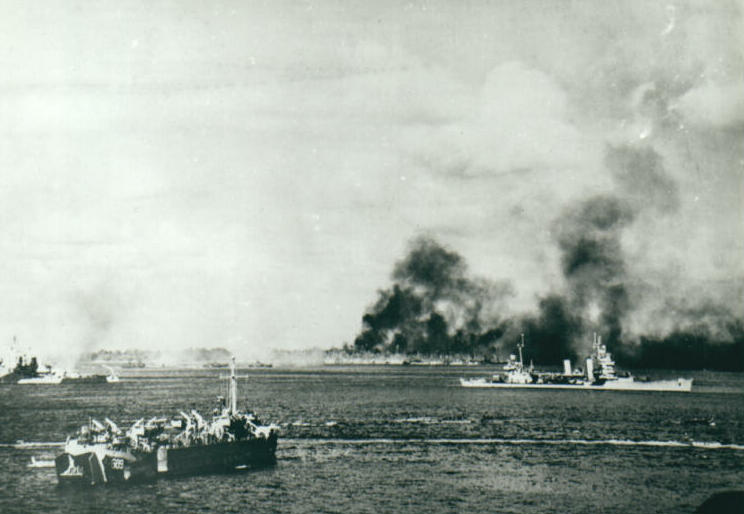
Bombardierung von Angaur

Am 11. September begann das Schlachtschiff Tennessee zusammen mit einigen Kreuzern sowie SBD-Dauntless-Marinebombern vom Träger Wasp mit der Bombardierung von Angaur. Sieben Tage später, am 17. September, ging die 81. US-Infanteriedivision unter dem Befehl von Major General Paul J. Mueller im Nordosten und Südosten der Insel an Land. Minen und die Überfüllung der Landungszonen mit Soldaten machten den Angreifern zunächst mehr zu schaffen als die japanischen Gegenangriffe. Der Widerstand nahm zu, als die Amerikaner zu The Bowl vorrückten, einem Hügel nahe dem Lake Salome im Nordwesten, wohin sich die Japaner zurückziehen wollten. Ab dem 20. September wurde The Bowl wiederholt vom 322. Infanterieregiment angegriffen, das jedoch angesichts der zähen Verteidigung der 750 mit Maschinengewehren, Mörsern und Artillerie ausgerüsteten Soldaten keinen Durchbruch in das höhlenartig ausgebaute Innere des Stützpunktes schaffte. Die Kampffähigkeit der Japaner litt durch Hunger, Durst und den Granatenbeschuss der Amerikaner immer mehr. Schließlich konnten die Angreifer am 25. September in The Bowl eindringen. Anstatt die Höhlen im Kampf zu nehmen, wurden die Eingänge einfach mit Bulldozern verschlossen. Bis zum 30. September hatten die Amerikaner die Insel unter ihrer Kontrolle.
Noch während der Schlacht war mit dem Bau der Landebahnen begonnen worden. Die Verzögerung in der Schlacht um die Palau-Inseln machte jedoch einen Einsatz der Flugplätze für die Rückeroberung der Philippinen unmöglich. Admiral William F. Halsey hatte die Aktion vor der Invasion der Palau-Inselgruppe für unnötig gehalten, und Militärhistoriker teilen heute diese Ansicht mit dem Argument, der einzige Nutzen der Schlacht für die Amerikaner sei die gewonnene Kampferfahrung der 81. Infanteriedivision gewesen.
Direkt nach der Schlacht wurde die 81. Division zur Unterstützung der 1st Marine Division nach Peleliu verlegt, wo erbitterter Widerstand den Marines im zentralen Hochland der kleinen Insel zu schaffen machte. Das 323. Regimental Combat Team (RCT) war bereits nach der ersten Phase der Kämpfe auf Angaur, während der es in Reserve gehalten wurde, zur Besetzung des Ulithi-Atolls abgestellt worden.